# Sante Gaiardoni
Sante Gaiardoni, född 29 juni 1939 i Villafranca di Verona i Veneto, död 30 november 2023 i Motta Visconti i Lombardiet, var en italiensk tävlingscyklist.
Gaiardoni blev olympisk guldmedaljör i sprint och kilometerlopp vid sommarspelen 1960 i Rom.